# Zuane Pizzigano

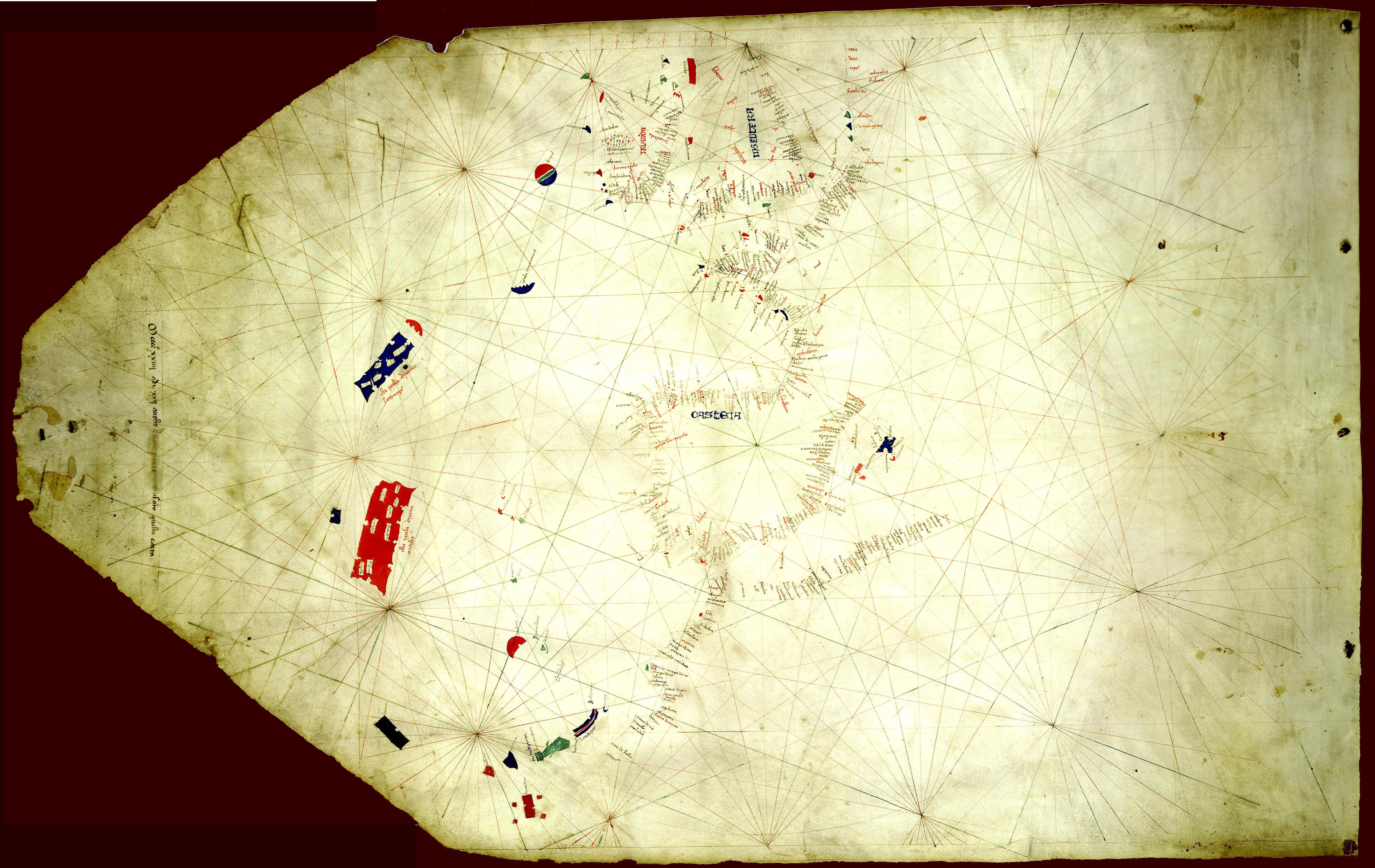
Carta-portulano de Pizzigano (1424)

Zuane Pizzigano foi um cartógrafo veneziano do século XV.
Produziu uma carta náutica (datada de 22 de agosto de 1424) onde se encontram indicadas as costas da Europa Ocidental, do noroeste da África, os arquipélagos de Açores, Madeira, Canárias, e mais quatro ilhas, duas desenhadas em azul e duas em vermelho.  Estas ilhas suplementares têm os nomes de Satanazes, Antilia, Saya e Ymana.
O escritor Gavin Menzies utiliza este mapa desenhado por Pizzigano como ponto de referência para sua teoria da descoberta das Américas pelos chineses aos tempos do Imperador Zhou Di, apesar de o documento se referir a todos os topônimos em língua portuguesa.